# Bitva u Halule
Bitva u Halule (691 př. n. l.), byl konflikt mezi Asyrskou říší a rebelskými silami Babyloňanů, Chaldejců a Aramejci.

## Pozadí bitvy
Za vlády asyrského krále Sinacheriba byla Babylonie místem neustálých vzpour. Babylonci si za svého krále zvolili chaldejského prince Mušezib-Marduka, který je měl vést v boji proti Asyřanům.

## Rebelská vojska
Elamský král Chumban-nimena III. naverboval armádu a přišel Babyloncům na pomoc proti Asyřanům. Přidali se k nim také Aramejci, chaldejci a všechny zagroské kmeny (Parsumash, Anzan, Ellipi, a další). Jádro nově vytvořené armády sestávalo především z Elamitů, íránského vozatajstva, pěchoty a jezdectva.

## Výsledek bitvy
Bitva skončila nejspíš nerozhodně (obě strany se ve svých zápisech prohlašují za vítěze). Většinou se však uvádí, že Asyřani utrpěli větší ztráty.
Ještě téhož roku Mušezib-Marduk přichází o svého spojence Chumban-nimena III., který dostal mrtvici. Asyrský král Sinacherib využil příležitosti a zaútočil na Babylón. Ten po devíti měsících obléhání obsadil a zničil. Mezi Asyřany a Elamity pokračovaly konflikty ještě dalších 40 let.